# Suzuki GSX-S 1000
Die GSX-S 1000 ist ein Naked Bike des japanischen Herstellers Suzuki. Sie wurde auf der EICMA 2014 vorgestellt. Mit ähnlichen Abmessungen wie die GSR 750 aber einer deutlichen Mehrleistung schließt Suzuki die Hubraum-Lücke zwischen der GSR und der GSF 1250 „Bandit“. Der Motor entstammt einer früheren Version der GSX-R 1000 (K5) und wurde auf eine Nennleistung von 107 kW (145 PS) gedrosselt, um das Drehmoment im unteren und mittleren Drehzahlbereich zu steigern. Ein Antiblockiersystem ist serienmäßig verbaut. Ebenso eine mehrstufige Traktionskontrolle. In der Variante GSX-S 1000 F ist das Motorrad mit einer Vollverkleidung ausgestattet.

## Antrieb
Der flüssigkeitsgekühlte Vierzylindermotor ist quer eingebaut. Im Zylinderkopf des Viertaktmotors rotieren zwei kettengetriebene, obenliegende Nockenwellen, welche je Zylinder zwei Einlass- und zwei Auslassventile ansteuern. Der Motor aus der GSX-R 1000 in der Version K5 wurde deutlich überarbeitet. Nocken, Kolben und Drosselklappengehäuse wurden gewichtsoptimiert und verbessert. Kühler und Auspuffsystem wurden neu entwickelt. So ist der Ölkühler nun flüssigkeitsgekühlt. Über eine abschaltbare, dreistufige Traktionskontrolle (Sport, Straße, Regen) kann das Ansprechverhalten bei unterschiedlichen Fahrzuständen geregelt werden.

## Fahrwerk
In einem Aluminium-Brückenrahmen ist die Aluminium-Profil-Hinterradschwinge eingehängt. Die Vorderachse ist in einer Upside-Down-Gabel verbaut. Die Vorderradfederung ist in Zug- und Druckstufe sowie in der Vorspannung verstellbar, das Hinterrad ist in Vorspannung und Zugstufe verstellbar. Die Bremssättel an der Vorderachse sind radial befestigt.

## Marktsituation
Suzuki platziert die GSX-S 1000 in das Segment der Naked-Bikes mit einem Liter Hubraum. Motorräder mit vergleichbarem Motoraufbau und Fahrwerkslayout sind Honda CB 1000 R, Kawasaki Z 1000, Yamaha FZ 1 und BMW S 1000 R.

## GSX-S 1000 F
In der von 2015 bis 2021 erhältlichen Variante GSX-S 1000 F ist das Motorrad mit einer Vollverkleidung ausgestattet, wodurch die Variante zu den Sporttourern gezählt wird. Nachfolgemodell ist die seit 2022 gelieferte GSX-S 1000 GT.

## GSX-S 1000 GT
Die seit Anfang 2022 als Nachfolgemodell der GSX-S 1000 F erhältliche Sporttourer-Variante GSX-S 1000 GT kommt mit einer überarbeiteten Front und ebenfalls kleinem Windschild. Die Ausstattung „Travel Edition“ beinhaltet unter anderem Seitenkoffer.

## GSX-S 1000 GX
In der seit Anfang 2024 erhältlichen Variante GSX-S 1000 GX ist das Motorrad mit Halbverkleidung sowie einem größeren Windschild und besserem Unterbodenschutz ausgestattet, dadurch zählt die Variante als „Crossover“ (wofür das „X“ in der Variantenbezeichnung „GX“ steht), eine in der Mitte der 2010er Jahre entstandene Auslegung der Allrounder. Konkurrenzmodelle sind zum Beispiel die BMW S 1000 XR und die Ducati Multistrada 1200.